# جیم لوریر
جیم لوریر(به انگلیسی: Jim Laurier) نقاش آمریکایی متولد ناحیه نیوانگلند است که دوران کودکی خود را در نیوهمپشایر گذرانده و هم‌اکنون در ماساچوست زندگی می‌کند. او از زمانی که توانایی به دست گرفتن مداد را پیدا کرد مشغول نقاشی بوده‌است و در طول زندگیش در رسانه‌های گوناگون کار کرده و کارهای هنری بسیاری در زمینه‌های گوناگون آفریده است. جیم لوریر نقاشی با رنگ و روغن روی بوم با درونمایهٔ رئالیستی را ترجیح می‌دهد.او عشق خود به تاریخ را با تجارب پروازی خود ترکیب کرده و واقع گرایانه‌ترین و از نظر تاریخی دقیق‌ترین نقاشی‌هایی که تاکنون در زمینهٔ هوانوردی خلق شده را می‌آفریند. در واقع دقت تکنیکی و توجه به جزئیات آرم تجاری کارهای اوست.